# Association familiale Mulliez
Pour les articles homonymes, voir AFM.
L'association familiale Mulliez (AFM) est un groupement d'intérêt économique qui œuvre pour les intérêts économiques de la famille Mulliez, originaire du département français du Nord.
Cette famille est ainsi à la tête d'une fortune professionnelle évaluée à 26 milliards d'euros en 2020 et classée sixième de France, puis 28 Mds € et septième en 2024. En 2019, l'Association familiale Mulliez regroupe 700 membres,, et 800 membres en 2024.

## Histoire

### 1943: origines et création de l'enseigne Phildar
En 1943, Gérard Mulliez (1906-1989), père du fondateur d'Auchan Gérard Mulliez, ouvre un magasin à Poitiers, nommé « Les textiles d'art », qu'il renomme rapidement « Au fil d'art ».
L'entreprise croît entre 1945 et 1950 ; elle se repose sur deux stades : la fabrication et la distribution.
En 1950, l'entreprise emploie 1 400 salariés.
En 1956 est créée la première franchise « Phildar » dans le Nord.

### 1960: ouverture du premier magasin Auchan à Roubaix et création des Tapis Saint-Maclou
Après avoir rencontré les fondateurs des magasins Carrefour et Leclerc, le 6 juillet 1961, Gérard Mulliez (fils) ouvre le premier magasin Auchan (Auchan Roncq), sans permis de construire, dans une usine désaffectée de l'entreprise Phildar, fondée par son père, prénommé lui aussi Gérard. D'une superficie de 600 m2, ce magasin était situé dans le quartier des Hauts-Champs, à Roubaix (Nord).
Un des cousins de Gérard Mulliez, âgé à l'époque de 22 ans, Michel Leclercq, est salarié du premier magasin Auchan, en tant que boucher. Une tante écrivait à ses parents : « Comment pouvez-vous accepter que votre fils Michel travaille comme garçon boucher à la solde des Mulliez ? ». Michel Leclercq décide d'arrêter ses études d'ingénieur en octobre 1962 à 23 ans.
En 1963, un autre cousin de Gérard Mulliez, Gonzague Mulliez, développe une société de vente par correspondance de moquette : Les Tapis Saint-Maclou.

### 1970: les enseignes Norauto, Flunch, Pimkie, Decathlon et Kiabi ouvrent en France et rachat de Leroy Merlin
Éric Derville, mari de Jeannette Mulliez, ouvre le premier centre Norauto en 1970. La marque-produit est ensuite développée, comme l'implantation du groupe à l'étranger. Une politique d'acquisitions et de prises de participation est menée dans les années 2000. Le nom du groupe devient Mobivia en 2010.
En 1971, le premier restaurant Flunch est ouvert au centre commercial Auchan d'Englos (Nord). Le concept était de faire rester les clients de la galerie du centre commercial le midi pour le repas. La même année, Phildar lance à Lille son premier magasin de prêt-à-porter féminin sous la marque Pimkie, qui prendra son indépendance trois ans plus tard.
En 1975, alors que Michel Leclercq s'occupe des achats et de l'informatique pour les 5 000 salariés d'Auchan, il se voit proposer une nouvelle mission. Mais, il préfère créer sa propre entreprise et « par correction et sympathie pour [ses] anciens collègues et [sa] famille », il se refuse à aller chez un concurrent. Après un voyage aux États-Unis, il décide de créer une entreprise de sport pour la famille.
Le 26 juillet 1976, dans la zone commerciale Auchan d'Englos-les-Géants à Englos (Nord), près de la ville française de Lille, il ouvre un magasin de type grande surface de vente d'articles de sport en libre-service. Le nom retenu est celui de « Decathlon ».
En 1978, l'enseigne Kiabi ouvre son premier magasin à Roncq (Nord) en 1978. C'est la première entreprise à se lancer dans la vente de vêtements à bas prix,.
En 1979, l'Association familiale Mulliez (AFM) entre au capital de l'enseigne française Leroy Merlin. En 1981, elle prend le contrôle de l'enseigne qui compte alors 33 magasins en France[réf. nécessaire]. En 1987, le siège social est alors transféré à Lezennes (Nord).

### 1981: ouverture du premier magasin Picwic et prise de contrôle de l'enseigne Boulanger
Après avoir remarqué que la « grande surface en jouets n'existait pas en France », Stéphane Mulliez lance Picwic sur la zone commerciale d'Englos-les-Géants à Englos (Nord). En 1981, l'enseigne ouvre deux magasins dans les zones commerciales de Roncq et de Noyelles, pour les fermer quatre ans plus tard et s'implante sur la grand-place de Lille. Le commerce existe jusqu'en 1993, il est ensuite implanté près du centre commercial V2 à Villeneuve-d'Ascq.
En 1983, l'Association familiale Mulliez (AFM) entre dans le capital de l'enseigne française Boulanger, puis prend le contrôle de la société en 1986.
En 1986, Boulanger commence à se développer à l'échelle nationale. Sous l'impulsion d'Auchan, les surfaces de ventes s'agrandissent, passant de 1 000 à 2 000 m2, les magasins s'implantent en banlieue, de préférence sur un domaine foncier appartenant à Ceetrus, faisant jouer les synergies financières et commerciales du groupe Auchan.

### 1996: rachat de l'enseigne Camaïeu Homme qui devient Jules
En 1996, l'Association familiale Mulliez (AFM) rachète l'enseigne Camaïeu Homme avec une obligation de changer de nom,. En mars 2000, elle change de nom pour se différencier de la marque Camaïeu destinée à l'habillement féminin et change de concept commercial. Le nom de « Jules » est choisi. L'AFM leur laisse carte blanche.

### 2020: l'AFM de nos jours
En 2019, deux membres de la famille Mulliez — Jérôme et Thierry Mulliez — sont mis en examen pour des faits d'abus de confiance et blanchiment de fraude fiscale.

#### Alinéa
Le 16 mai 2020, le directeur de l'enseigne Alinéa, Alexis Mulliez, annonce avoir déclaré l'état de cessation de paiement de l'entreprise. L'enseigne est donc placée en redressement judiciaire par le tribunal de commerce de Marseille après n'avoir réussi à sauver que 15 % de son chiffre d'affaires au cours des deux mois de confinement,. La fin de la période d'observation est fixée au 13 novembre 2020.
Fin août 2020, la reprise d'Alinéa ne souffre plus d'aucun suspens puisque l'offre de reprise qui devrait être retenue est portée par les dirigeants actuels, l'Association familiale Mulliez (AFM). Grâce à une nouvelle loi intervenue en contexte de Covid-19, des dirigeants ayant déposé le bilan d'une entreprise peuvent de nouveau diriger cette entreprise. L'offre de la famille Mulliez prévoit toutefois la fermeture de grands nombres de magasins pour n'en conserver que neuf, essentiellement dans le Sud de la France. Au total, seuls 900 des 1974 employés sauveraient leur place. Pour une partie des non-conservés, des propositions de reclassement devraient être proposées pour intégrer le Groupe Auchan, qui appartient aussi à l'Association familiale Mulliez (AFM). En septembre 2020, l'offre de reprise de la famille Mulliez est retenue. Le repreneur est l'ancien patron de l'enseigne : Alexis Mulliez.

#### Phildar
En septembre 2020, Phildar, en redressement judiciaire, est reprise par PP Yarns, sélectionné parmi les trois offres soumises au tribunal de commerce de Lille. PP Yarns est une société créée par l'ancien directeur général de Phildar « appuyé sur vingt membres de la galaxie Mulliez ».

#### Fashion Cube
En novembre 2020, l'Autorité de la concurrence valide la fusion des deux principaux groupes de prêt-à-porter de l'Association familiale Mulliez (AFM) : Oosterdam (Pimkie, Grain de Malice et Rouge Gorge) et HappyChic (Jules, Brice et Bizzbee) pour créer « Fashion Cube ».

#### Etablissement Derbez
Le 6 mai 2020, la société Derfin, dont Arnaud Mulliez est le président, devient actionnaire de TD Développement, société de Thierry Derbez, qui est considéré comme étant le « jardinier des stars » à Saint-Tropez,,.
En mai 2024, Barthélémy Guislain (50 ans) est reconduit pour cinq ans à la tête de l'AFM pour la troisième fois après sa première élection en 2014 et la deuxième en 2019.
En décembre 2024, la famille Mulliez est de nouveau pointée du doigt car la direction de Decathlon annonce un versement d'un milliard d'euros à ses actionnaires alors que dans le même temps, Auchan, une autre enseigne appartenant à AFM, annonce un plan social d'envergure,.

## But
Créée en 1955, afin d'assurer la succession du fervent catholique Louis Mulliez, elle a pour objectif de maintenir le patrimoine de ce dernier intact et de répartir environ 80 % de ce patrimoine de façon théoriquement égalitaire entre ses 11 héritiers. La charte de l'Association familiale est inspirée de la doctrine sociale de l’Église. Ce pacte permet à tout membre de la famille, engagé ou non dans les affaires, de jouir de la propriété de l'ensemble des sociétés du groupe. La famille Mulliez a une vision patrimoniale de l'entreprise et, à ce titre, elle est hostile à l'appel au financement extérieur.
Deux principes guident le pacte d'actionnaires de l'AFM : « le premier stipule que seuls les descendants de Louis et Marguerite Mulliez-Lestienne sont autorisés à détenir des titres des sociétés de la famille ». Le second suppose l’organisation d’un « communisme actionnarial » : les actions des entreprises existantes comme de celles à venir sont mises au pot commun. La règle oblige à une solidarité importante et facilite la succession.
Ainsi sous l'impulsion de Gérard Mulliez-Cavrois, fondateur de Phildar, père de Gérard Mulliez (Auchan), l'association élargit son action au financement des projets d'entreprises des membres de la famille. Aucune des sociétés du groupe Mulliez n'est cotée en bourse. Lors de la création d'une nouvelle entreprise, l'association entre dans le capital pour la soutenir financièrement puis peut parfois attendre que l'investissement se rentabilise uniquement via les dividendes (l'absence de cotation des sociétés limite la revente des titres dans l'optique de réaliser des plus-values). Leurs entreprises sont organisées pour résister aux crises, à la manière d'un conglomérat de la distribution. Les bénéfices sont souvent réinvestis pour continuer le projet de développement patrimonial.

## Fonctionnement
Les membres de la famille Mulliez (800 en 2021 sur 1 400 descendants de Louis Mulliez) ont pris des parts, au travers de cinq sociétés en commandite par actions, dans l'Association familiale Mulliez, laquelle investit dans les sociétés créées par la famille, mais aussi dans d'autres sociétés. Une fois par an, en juillet, une « bourse » interne permet les échanges ; un directoire familial élu, le conseil de gérance, dispose d'un droit de veto.
Les principales sociétés liées à l'AFM sont Acanthe, Cimofat (dont les gérants sont Thierry Mulliez, Edgard Bonte, Jérôme Mulliez, Pierre-Alain Vielvoye, Romain Mulliez et Bertrand Leclercq), Valma et Valorest.
Tous les quatre ans, les membres de l'Association familiale Mulliez élisent le conseil de gérance. Les candidats doivent être parrainés par quatre actionnaires familiaux ayant été administrateurs durant quatre ans d'une société dont l'association est actionnaire et ne peuvent être eux-mêmes administrateurs[source insuffisante].
Depuis 2014, l'Association familiale Mulliez est dirigée par Barthélemy Guislain, époux de Marie-Hélène Mulliez (ce qui fait de lui un Mulliez par alliance et l'un des rares non-Mulliez par le sang à accéder à ce poste), fille de Guy Mulliez, cousin germain du fondateur du groupe et petit-fils de Louis Mulliez,.

### Conditions pour être membre
Pour être associé, plusieurs conditions sont nécessaires : être issu de la famille (directement ou par alliance), être âgé de plus de 21 ans, et en faire la demande au conseil de gérance, accepter par contrat les conditions d'entrée et de sortie de l'association.

## Famille Mulliez

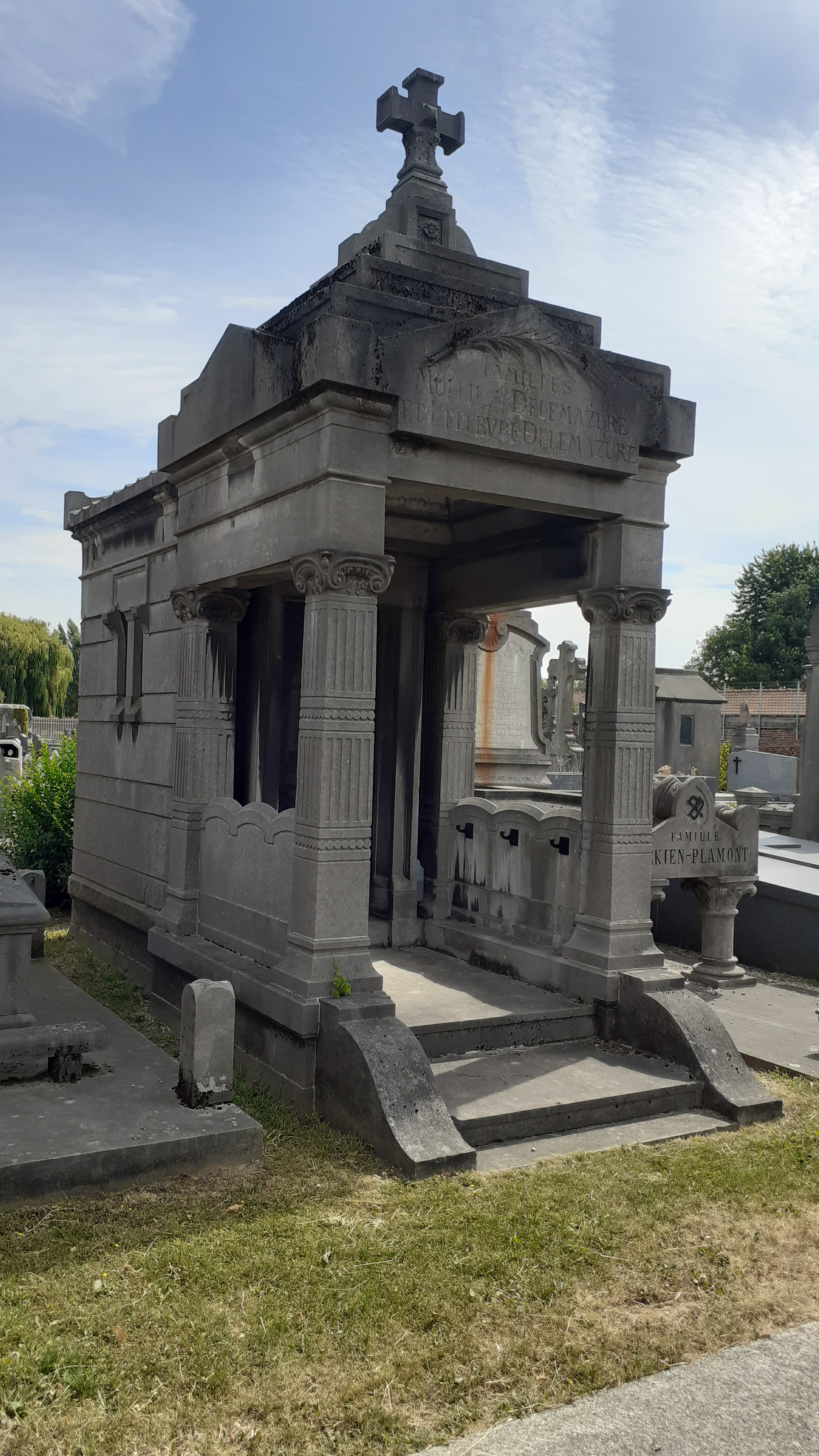
La chapelle de la famille Mulliez au cimetière de Roubaix.

L'histoire entrepreneuriale de la famille Mulliez commence au début du XXe siècle avec une petite filature de laine propriété de Louis Mulliez, près de Roubaix. L’association familiale Mulliez (AFM) a été créée par ses onze enfants.
 (mars 2021).
- Louis Mulliez fonde « les Fils de Louis Mulliez » (Filatures de Saint Liévin) à Wattrelos en 1923[48]. Il a onze enfants, dont Louis Mulliez[49] ; Gérard Mulliez père, créateur de Phildar ; Ignace Mulliez ; Jeanne Mulliez, épouse Leclercq, et Francis Mulliez
  - branche Louis Mulliez fils : treize enfants, dont André Mulliez, Benoît Mulliez, Gonzague Mulliez et Albert Antoine Mulliez
    - branche Benoît Mulliez : Thierry Mulliez, ex-président de l'Association
    - branche André Mulliez : Murielle Mulliez, épouse de Philippe Van der Wees

  - branche Gérard Mulliez père : six enfants, dont Gérard Mulliez fils, marié le 1er octobre 1955 à Bernadette Mathias[50], et Patrick Mulliez, créateur de Kiabi
    - branche Gérard Mulliez fils : Arnaud Mulliez : dont un fils, Alexandre, Président du FC Versailles en 2024

  - branche Ignace Mulliez : sept enfants, dont Jeannette Mulliez, épouse d'Éric Derville (Norauto) ; Damien Mulliez; Bertrand Mulliez et comme petite fille Aurélie Mulliez ; Lucie Mulliez, épouse de Philippe Duprez, et Cécile Mulliez, épouse d'un homme d'affaires américain
    - branche Damien Mulliez : Vianney Mulliez
    - branche Lucie Mulliez, épouse de Philippe Duprez : Ludovic Duprez

  - branche Jeanne Mulliez, épouse de Xavier Leclercq : sept enfants, dont Michel Leclercq, fondateur de Decathlon, et ses fils Olivier Leclercq, Matthieu et Julien Leclercq, respectivement anciens et actuel présidents.
  - branche Ernest Leclercq, frère de Xavier Leclercq : cinq enfants, dont Bertrand Leclercq, président d'Abilways, et André-Paul Leclercq.
  - branche Francis Mulliez : deux enfants, Franky Mulliez (Kiloutou) et Stéphane Mulliez.
    - branche Franky Mulliez.
    - branche Stéphane Mulliez : six enfants, respectivement nommés Romain, Hugues, Mathieu, Marie, Nicolas et Augustin.

## Participations financières

### Participations familiales et stratégiques
| Société                                            | Type                             | Part de AFM          | Fondée par                                             | Arrivée de AFM dans le capital | Enseignes |
| -------------------------------------------------- | -------------------------------- | -------------------- | ------------------------------------------------------ | ------------------------------ | --- |
| Groupe Adeo                                        | Participation stratégique        | 85%                  | Adolphe Leroy et Rose Merlin                           | 1979 (1963 pour Saint Maclou)  | Leroy Merlin (Leroy Merlin Italie, William Obrist), Saint-Maclou, Marque M : (Bricoman (France), Bricoman (Pologne), Obramat (Espagne), Obramax (Brésil), Bricocenter (Italie), Weldom, Kbane, QuotatisAnciennes filiales : Zôdio, transférée à Alinéa                                                                  |
| Groupe Auchan                                      | Participation familiale          | 84%                  | Gérard Mulliez (fils)                                  | 1961                           | Auchan, Auchan Drive, Auchan Supermarché, Auchan E-commerce, Alcampo, Banque Accord et Oney, Cityper, Colmark, Ceetrus (anciennement Immochan), Rik et Rok, Elea, RT Mart, Sabeco, Supermercados Expresso SMA, Auchan City, Prixbas, Chronodrive, Les halles d'AuchanAnciennes filiales : Atac, GrosBill, Simply Market |
| Fashion Cube                                       | Participation familiale          | 100%                 | Jean-Christophe Garbino (Jean Pierre Torck pour Jules) | 2020 (1996 pour Jules)         | Jules, BZB, Grain de Malice, Rouge Gorge Lingerie Anciennes filiales : Brice, Pimkie |
| Groupe Agapes                                      | Participation familiale          | 85%                  | nc                                                     | nc                             | Flunch, Pizza Paï (créé par Thierry Mulliez), Amarine, Les 3 Brasseurs, So Good, Salad & Co, Il ristorante, Assiette au bœuf, Le Bistrot du Boucher, Festein d'Alsace, O'Sushi, AG Quick, Le Petit Cuisinier |
| Groupe Decathlon (anciennement Oxylane)            | Participation familiale          | 51% AFM 49% Leclercq | Michel Leclercq                                        | 1976                           | Decathlon, Koodza, Cabesto, Décathlon Easy, Ataos, Chullanka, Decat', Decapro, Terres et Eaux, Skimium, Oxylane Village (et les marques : Aptonia, b'Twin, Domyos, Geologic, Geonaute, Inesis, Kalenji, Kipsta, Orao, Tribord, Quechua, Nabaiji, le Centre de recherche Decathlon et le Decathlondesign, etc)           |
| United B                                           | Participation familiale          | 85%                  | Bernard et Gustave Boulanger                           | 1983                           | Boulanger, WebDistrib, (depuis 2003) Electro Dépôt, (depuis 2006) B'Dom, (depuis 2009) lokeo, (depuis 2010), Boulanger Business Services, (depuis 2013) Solvarea, (depuis 2017) Boulanger.proAnciennes filiales : Saturn France                                                                                         |
| Groupe Mobivia                                     | Participation familiale          | 10%                  | Éric Derville                                          | 1970                           | Auto5, Maxauto, Midas, Norauto, Synchro Diffusion, Carter-Cash, Oxyo-Pneus.fr, Altermove, Xee |
| Kiabi                                              | Participation familiale          | 33%                  | Patrick Mulliez                                        | 1978                           | Kiabi |
| Tape à l'œil                                       | Participation familiale          | nc                   | Patrick Mulliez                                        | nc                             | Tape à l'œil |
| Alinéa                                             | Participation familiale          | 100%                 | Alain Mitaux                                           | 1989                           | Alinéa, Zôdio |
| Happywool (ou PP Yarns & Co), anciennement Phildar | Participation familiale          | 100%                 | Gérard Mulliez (père)                                  | 1943                           | Happywool.com, Phildar, Pingouin |
| La Vignery                                         | Participation familiale          | 0%                   | Romain Mulliez                                         |                                | La Vignery |
| Cultura                                            | Participation familiale          | 0%                   | Philippe Van Der Wees                                  | 1998                           | Cultura |
| Top Office                                         | Ancienne participation familiale | cédé                 | Patrick Mulliez                                        | 1996                           | Top Office |
| Youg's                                             | Ancienne participation familiale | liquidé              | Hugues Mulliez                                         | 1999                           | Youg's, Surcouf |
| PicWicToys                                         | Ancienne participation familiale | cédé                 | Stéphane Mulliez                                       | 1977                           | PicWicToys (anciennement Toys "R" Us France et Picwic) |
| Groupe Kiloutou                                    | Ancienne participation familiale | sorti                | Franky Mulliez                                         | 1980                           | Kiloutou |

Légende : NC : non communiqué

### Autres participations
| Société                           | Part de AFM | Fondée par      | Arrivée de AFM dans le capital | Entreprises |
| --------------------------------- | ----------- | --------------- | ------------------------------ | --- |
| Creadev, société d'investissement | 100%        | Thierry Mulliez | 2002                           | Recommerce, Abilways, DigiSchool, Sculpteo, Agorize, Sitel Group, Voltalia, Nous Anti-gaspi, Maisons de Famille, MacoPharma, InnovaFeed, Nxtfood, Foodles... |

## Fortune
La famille Mulliez, qui regroupe 700 membres ,, partage l'une des plus grandes fortunes professionnelles de France, avec une fortune estimée en 2014 à plus de 37 milliards d'euros au travers de la holding familiale. Cette fortune est estimée à 26 milliards d'euros par Challenges en 2020, ce qui en ferait la sixième fortune de France. En 2024, l'évaluation est de 28 Mds € et septième fortune en 2024.

## Controverses

### Soupçons d'évasion fiscale
En 2016, des perquisitions ont lieu dans les propriétés du groupe Mulliez, dans le cadre d’une information judiciaire pour soupçons de fraude fiscale et blanchiment de fraude fiscale. La famille est accusée en 2019 d’activité commerciale déguisée et risque un redressement fiscal de 88 millions d’euros. En 2021, l'enquête OpenLux révèle qu'elle possède des comptes dissimulés au Luxembourg. Le quotidien du soir commente : « Beaucoup des milliardaires sollicités par Le Monde expliquent avoir été entraînés malgré eux dans ces montages au Luxembourg. Tanguy Mulliez, membre de la famille qui détient aussi Auchan et Leroy Merlin, affirme ainsi que les trois sociétés qu’il détenait avec ses sœurs jusqu’à récemment « ont été créées par [leurs] parents » et qu’elles ont été « reçues par transmission» ».
Dans son ouvrage Le Secret des Mulliez, Bertrand Gobin souligne que le système opaque des avoirs de la famille favorise l’optimisation fiscale, « le sport favori du clan ».
En 2019, plusieurs héritiers de la famille Mulliez ont été mis en examen dans une enquête sur des soupçons de fraude fiscale. Jérôme et Thierry Mulliez, petit-neveu et petit-cousin de Gérard Mulliez, sont poursuivis pour « abus de confiance » et « blanchiment de fraude fiscale ». La même année, une autre membre de la famille Mulliez a été placée sous le statut intermédiaire de témoin assisté.
Le 14 août 2024 le juge chargé du dossier a rendu une ordonnance de non-lieu concernant les soupçons de fraude fiscale et de blanchiment de fraude fiscale. La partie civile a fait appel de ce non-lieu.

### Soupçons de passivité voire de soutien malgré les sanctions internationales contre la Russie
En mars 2022, le maintien des activités commerciales des sociétés du groupe Mulliez en Russie a été fortement critiqué à la suite de l'invasion de l'Ukraine par la Russie.
Le 23 mars 2022, lors de son discours devant les parlementaires français, le président de l'Ukraine, Volodymyr Zelensky demande aux entreprises françaises de se retirer de Russie : « Les entreprises françaises doivent quitter le marché russe. Renault, Auchan, Leroy Merlin et autres, doivent cesser d’être les sponsors de la machine de guerre de la Russie. ». Deux enseignes de l'Association familiale Mulliez sont explicitement nommées.
Le 17 février 2023, Le Monde, Bellingcat et The Insider publient une enquête approfondie, montrant comment les filiales locales de Auchan et Leroy Merlin ont contribué à soutenir l'armée russe dans sa guerre contre l'Ukraine. Pour ce faire, du matériel a été directement prélevé dans les stocks des magasins pour être envoyé au front. L'enquête démontre également que des collectes de dons ont été organisées dans les magasins, où la destination des « dons humanitaires » était clairement identifiée. Le même jour, le groupe Auchan n'a pas démenti ces informations, mais a indiqué être « surpris ».